# Перевозний Михайло Іванович
Миха́йло Іва́нович Перево́зний (нар. 1918 — пом. 1944) — радянський військовик часів Другої світової війни, начальник штабу 1848-го винищувального протитанкового артилерійського полку 30-ї окремої винищувальної протитанкової артилерійської бригади (7-а гвардійська армія), капітан, Герой Радянського Союзу (1943).

## Життєпис
Народився 7 травня 1918 року в селі Мечебиловому, нині — Барвінківського району Харківської області, в селянській родині. Українець. У 1922 році разом з батьками переїхав до села Нова Мечебилівка, нині Лозівського району, де закінчив 7 класів школи. Після закінчення педагогічного технікуму працював вчителем молодших класів у школі села Єлизаветівка того ж району.
До лав РСЧА призваний 23 жовтня 1938 року Лозівським РВК. У 1941 році закінчив артилерійське училище. Учасник німецько-радянської війни з жовтня 1941 року. Воював на Брянському, Західному, Воронезькому, Степовому і 2-у Українському фронтах. Член ВКП(б) з липня 1943 року.
Особливо начальник штабу 1848-го винищувального протитанкового артилерійського полку капітан М. І. Перевозний відзначився під час битви за Дніпро. Під артилерійським вогнем і бомбардуванням авіації супротивника особисто керував переправою підрозділів 1848-го полку. У боях по захопленню і розширенню плацдарму на західному березі річки Дніпро в районі села Бородаївка Верхньодніпровського району Дніпропетровської області перебував безпосередньо біля гармат. Особовим складом полку було знищено 3 танки, 4 мотоцикли і до 400 піхотинців супротивника.
19 вересня 1944 року в боях за Трансільванію начальник штабу 1844-го винищувального протитанкового артилерійського полку гвардії майор М. І. Перевозний був смертельно поранений і помер того ж дня. Похований у місті Кагул (Молдова).

## Нагороди
Указом Президії Верховної Ради СРСР від 26 жовтня 1943 року «за успішне форсування річки Дніпро, міцне закріплення і розширення плацдарму на західному березі річки Дніпро та виявлені при цьому відвагу і героїзм», капітанові Перевозному Михайлу Івановичу присвоєне звання Героя Радянського Союзу з врученням ордена Леніна і медалі «Золота Зірка» (№ 1389).
Також нагороджений орденами Вітчизняної війни 1-го ступеня (31.10.1944) і Червоної Зірки (28.09.1943).

## Пам'ять
Ім'ям Михайла Перевозного названо вулиці у місті Лозова і селі Нова Мечебилівка Харківської області.